# Beat (banda)
Beat foi uma banda finlandesa de língua sueca que representou o país no Festival Eurovisão da Canção 1990. O grupo interpretou o tema "Fri?" (Livres?) que terminou em vigésimo primeiro lugar (22 países) e 8 pontos. A banda era composta por Tina Engblom, Kim Engblom, Tina Krause e Tina Petersson.

## Discografia
- A Hope for peace (1981)
- Beat (1990)